# Daijō Tennō
Daijō Tennō o Dajō Tennō (太上天皇) és el títol que se li dona a un emperador del Japó que abdica del tron del crisantem a favor d'un successor.
Tal com es defineix al Codi Taihō, tot i que està retirat, un Daijō Tennō encara pot exercir poder. Un emperador retirat de vegades entrava a la comunitat monàstica budista, convertint-se en un emperador de clausura. Durant el període Heian final, els emperadors de clausura van exercir el poder en un sistema conegut com a regla de clausura (insei).

## Abdicació durant l'Imperi del Japó

### L'emperador Kōmei i el shōgun
El comodor Matthew C. Perry i el seu esquadró, que els japonesos van anomenar "els vaixells negres", van navegar al port d'Edo (ara conegut com a Tòquio) el juliol de 1853. Perry va intentar obrir el Japó al comerç i va advertir els japonesos de les conseqüències militars, si no n'estaven d'acord. Durant la crisi provocada per l'arribada de Perry, el shogunat Tokugawa va prendre, per primera vegada en almenys 250 anys, el pas molt inusual de consultar amb la Cort Imperial, i els funcionaris de l'emperador Kōmei van aconsellar que els nord-americans comerciessin. i va demanar que se'ls informés amb antelació de qualsevol mesura a prendre quan tornés Perry.

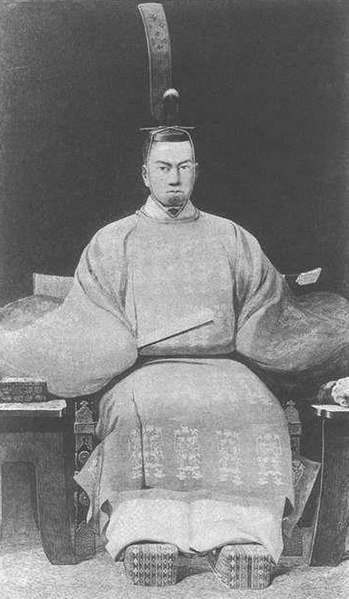
Emperador Kōmei.

Sentint-se en desavantatge davant les potències occidentals, el govern japonès va permetre el comerç i es va sotmetre als "Tractats desiguals", renunciant a l'autoritat aranzelària i al dret de jutjar els estrangers als seus propis tribunals. La voluntat del shogunat de consultar amb la Cort Imperial va ser de curta durada, ja que l'any 1858 va arribar a l'emperadoruna carta d'un tractat en la qual s'indicava que per falta de temps no s'havia pogut consultar la cort. L'emperador Kōmei estava tan indignat que va amenaçar amb abdicar, encara que fins i tot aquesta acció hauria requerit el consentiment del shōgun.

### Constitució Meiji sobre l'abdicació
L'emperador Meiji tenia la intenció d'introduir a la nova Constitució Meiji una clàusula que codifiqués el dret a abdicar i la institució formal de Daijō Tennō. El primer ministre s'hi va negar, afirmant que l'emperador havia d'estar per sobre de la política, i que en el passat el paper de Daijō Tennō s'havia emprat precisament de la manera oposada.

### Emperador Taishō i regència
El 1921, va quedar clar que l'emperador Yoshihito (conegut pel seu nom de regnat, Taishō, després de la mort) estava mentalment incapacitat. Al Japó premodern, s'hauria vist obligat a abdicar, però el van deixar al seu lloc i el príncep hereu, Hirohito, va ser nomenat Sesshō (regent).

## Llista de Daijō Tennō
Un total de 64 emperadors japonesos han abdicat:
|  | Nom               | Ascens al tron    | Abdicació     | Mort                            |  | Successor         | Notes |
|  | ----------------- | ----------------- | ------------- | ------------------------------- |  | ----------------- | --- |
|  | Jitō              | 686               | 697           | 703                             |  | Monmu             | El príncep Kusabake va ser nomenat príncep hereu per succeir a l'emperadriu Jitō, però va morir amb només 27 anys. El fill de Kusabake, el príncep Karu, va ser nomenat llavors successor de Jitō. Finalment esdevindria l'emperador Monmu. Després que Jitō abdiqués a favor de Monmu, com a sobirana retirada, va prendre el títol de daijō-tennō després del regnat. Després d'ella, els seus successors imperials que es van retirar van prendre el mateix títol després de l'abdicació. Jitō va continuar mantenint el poder com a governant de clausura, que es va convertir en una tendència persistent en la política japonesa. Va morir 4 anys després als 58 anys. |
|  | Genmei            | 707               | 715           | 721                             |  | Genshō            | Gemmei inicialment havia planejat romandre al tron fins que el seu net pogués arribar a la maduresa. No obstant això, després de regnar durant 8 anys, Gemmei va abdicar a favor de la germana gran de Monmu que llavors es va conèixer com l'emperadriu Genshō. - 715 (Wadō 8): Gemmei va dimitir com a emperadriu a favor de la seva filla, que llavors era coneguda com l'emperadriu Genshō. Després d'abdicar, Gemmei va ser reconeguda com a Daijō-tennō. Gemmei va viure jubilada fins a la seva mort als 61 anys. |
|  | Genshō            | 715               | 724           | 748                             |  | Shōmu             | |
|  | Shōmu             | 724               | 749           | 756                             |  | Kōken             | |
|  | Kōken             | 749               | 758           | 770 (restaurat al poder el 764) |  | Junnin            | L'emperador Shōmu va abdicar a favor de la seva filla la princesa Takano l'any 749, que es va convertir en emperadriu Kōken. L'emperadriu Kōken va abdicar el 758 perquè el seu cosí regnés com a emperador Junnin, però va tornar a governar de nou el 764 com a emperadriu Shōtoku. El seu cosí moriria un any després, el 765. |
|  | Junnin            | 758               | 764           | 765                             |  | Shōtoku (Kōken)   | |
|  | Kōnin             | 770               | 781           | 781                             |  | Kanmu             | |
|  | Heizei            | 806               | 809           | 824                             |  | Saga              | L'emperador Heizei es va veure obligat a abdicar a causa d'una malaltia l'any 809 i va viure 14 anys com a monjo. |
|  | Saga              | 809               | 823           | 842                             |  | Junna             | |
|  | Junna             | 823               | 833           | 840                             |  | Nimmyō            | |
|  | Seiwa             | 858               | 876           | 881                             |  | Yōzei             | |
|  | Yōzei             | 876               | 884 (cessat)  | 949                             |  | Kōkō              | |
|  | Uda               | 887               | 897           | 931                             |  | Daigo             | |
|  | Daigo             | 897               | 930           | 930                             |  | Suzaku            | L'emperador Daigo va abdicar a favor del seu fill, ja que va caure malalt, i va morir pocs mesos després. |
|  | Suzaku            | 930               | 946           | 952                             |  | Murakami          | |
|  | Reizei            | 967               | 969           | 1011                            |  | En'yū             | - Anna 2 969: Reizei abdica; i va prendre el títol honorífic de Reizei-in Jōkō. El seu regnat va durar només dos anys; i va viure 44 anys més jubilat. - Kankō 8, 24è dia del mes 10 (1011): Daijō-tennō Reizei-in Jōkō va morir als 62 anys. |
|  | En'yū             | 969               | 984           | 991                             |  | Kazan             | |
|  | Kazan             | 984               | 986           | 1008                            |  | Ichijō            | |
|  | Ichijō            | 986               | 1011          | 1011                            |  | Sanjō             | |
|  | Sanjō             | 1011              | 1016          | 1017                            |  | Go-Ichijō         | |
|  | Go-Suzaku         | 1036              | 1045          | 1045                            |  | Go-Reizei         | |
|  | Go-Sanjō          | 1068              | 1073          | 1073                            |  | Shirakawa         | - Kankō 8, el dia 13 del sisè mes (1011): l'any 25 del regnat de l'emperador Ichijō (一条天皇25年), l'emperador va abdicar; i la successió (senso) va recaure al seu cosí. Poc després, es diu que l'emperador Sanjō va accedir al tron (sokui) als 36 anys. - Kankō 8, 22è dia del sisè mes (1011): l'emperador Daijō-tennō Ichijō va morir als 32 anys. |
|  | Shirakawa         | 1073              | 1087          | 1129                            |  | Horikawa          | - Ōtoku 3, el dia 26 del mes 11 (1084): l'emperador Shirakawa va abdicar formalment i va prendre el títol de Daijō Tennō. Shirakawa havia ocupat personalment el tron durant 14 anys; i durant els següents 43 exerciria amplis poders en el que es coneixerà com a regla de clausura. L'emperador Go-Sanjō havia desitjat que el germà petit de Shirakawa el succeís al tron. L'any 1085, aquest mig germà va morir d'una malaltia i el propi fill de Shirakawa, Taruhito, es va convertir en príncep hereu. El mateix dia que Taruhito va ser proclamat com el seu hereu, Shirakawa va abdicar; i Taruhito es va convertir en l'emperador Horikawa. L'emperador Shirakawa, ara retirat, va ser el primer a intentar el que es va convertir en un domini de clausura habitual. Va exercir el poder, governant indirectament des del Shirakawa-in ("Mansió/Temple del Riu Blanc"); no obstant això, les oficines nominals de sesshō i kampaku van continuar existint durant molt de temps. - Kanji 1, al 5è mes (1087): Daijō Tennō Shirakawa es va retirar a Uji. |
|  | Toba              | 1107              | 1123          | 1156                            |  | Sutoku            | - Eiji 1, al 3r mes (1141): L'antic emperador Toba va acceptar la tonsura i es va convertir en monjo budista als 39 anys. - Kōji 2, el 1r mes (1143): l'emperador de clausura Toba-in, ara conegut amb el títol de Daijō Hōō, va visitar la seva mare. |
|  | Sutoku            | 1123              | 1142          | 1164                            |  | Konoe             | - Eiji 1, el 7è dia del mes 12 (永治元年; 1141): L'any 18 del regnat de Sutoku-tennō (崇徳天皇18年), l'emperador va abdicar; i la successió (senso) va recaure a un germà petit, el vuitè fill de l'antic emperador Toba. Poc després, es diu que l'emperador Konoe va accedir al tron (sokui). En aquell moment, Fujiwara-no Tadamichi es va convertir en sesshō (regent imperial). L'emperador de clausura Toba va continuar dirigint tots els afers de govern, mentre que l'emperador retirat Sutoku no tenia poders. Aquest conflicte va donar lloc a moltes controvèrsies durant el regnat de Konoe. |
|  | Go-Shirakawa      | 1155              | 1158          | 1192                            |  | Nijō              | |
|  | Nijō              | 1158              | 1165          | 1165                            |  | Rokujō            | |
|  | Rokujō            | 1165              | 1168          | 1176                            |  | Takakura          | |
|  | Takakura          | 1168              | 1180          | 1181                            |  | Antoku            | |
|  | Go-Toba           | 1183              | 1198          | 1239                            |  | Tsuchimikado      | |
|  | Tsuchimikado      | 1198              | 1210          | 1231                            |  | Juntoku           | |
|  | Juntoku           | 1210              | 1221          | 1242                            |  | Chūkyō            | |
|  | Chūkyō            | 1221              | 1221          | 1234                            |  | Go-Horikawa       | |
|  | Go-Horikawa       | 1221              | 1232          | 1234                            |  | Shijō             | |
|  | Go-Saga           | 1242              | 1246          | 1272                            |  | Go-Fukakusa       | |
|  | Go-Fukakusa       | 1246              | 1259          | 1304                            |  | Kameyama          | |
|  | Kameyama          | 1259              | 1274          | 1305                            |  | Go-Uda            | |
|  | Go-Uda            | 1274              | 1287          | 1324                            |  | Fushimi           | |
|  | Fushimi           | 1287              | 1298          | 1317                            |  | Go-Fushimi        | |
|  | Go-Fushimi        | 1298              | 1301          | 1336                            |  | Go-Nijō           | |
|  | Hanazono          | 1308              | 1318          | 1348                            |  | Go-Daigo          | |
|  | Kōgon             | 1331              | 1333 (cessat) | 1364                            |  | Go-Daigo          | |
|  | Go-Daigo          | 1318              | 1339          | 1339                            |  | Go-Murakami       | |
|  | Kōmyō (Nord)      | 1336              | 1348          | 1380                            |  | Sukō (Nord)       | |
|  | Sukō (North)      | 1348              | 1351          | 1398                            |  | Go-Kōgon (Nord)   | |
|  | Go-Kōgon (Nord)   | 1352              | 1371          | 1374                            |  | Go-En'yū (Nord)   | |
|  | Chōkei (Sud)      | 1368              | 1383          | 1394                            |  | Go-Kameyama (Sud) | |
|  | Go-En'yū (Nord)   | 1371              | 1382          | 1393                            |  | Go-Komatsu (Nord) | |
|  | Go-Kameyama (Sud) | 1383              | 1392          | 1424                            |  | Go-Komatsu        | |
|  | Go-Komatsu        | 1382 (N) 1392 (S) | 1412          | 1433                            |  | Shōkō             | |
|  | Go-Hanazono       | 1428              | 1464          | 1471                            |  | Go-Tsuchimikado   | L'emperador Go-Hanazono va abdicar el 1464, però poc després va esclatar la Guerra d'Ōnin (応仁の乱, Ōnin no Ran?); no hi va haver més abdicacions fins al 1586, quan l'emperador Ōgimachi va passar el tron al seu net, l'emperador Go-Yōzei. Això va ser degut a l'estat alterat del país; i el fet que no hi havia casa per a un ex-emperador ni diners per mantenir-lo. |
|  | Ogimachi          | 1557              | 1586          | 1593                            |  | Go-Yōzei          | |
|  | Go-Yōzei          | 1586              | 1611          | 1617                            |  | Go-Mizunoo        | |
|  | Go-Mizunoo        | 1611              | 1629          | 1680                            |  | Meishō            | |
|  | Meishō            | 1629              | 1643          | 1696                            |  | Go-Kōmyō          | |
|  | Go-Sai            | 1655              | 1663          | 1685                            |  | Reigen            | |
|  | Reigen            | 1663              | 1687          | 1732                            |  | Higashiyama       | |
|  | Higashiyama       | 1687              | 1709          | 1710                            |  | Nakamikado        | |
|  | Nakamikado        | 1709              | 1735          | 1737                            |  | Sakuramachi       | |
|  | Sakuramachi       | 1735              | 1747          | 1750                            |  | Momozono          | |
|  | Momozono          | 1747              | 1762          | 1762                            |  | Go-Sakuramachi    | |
|  | Go-Sakuramachi    | 1762              | 1771          | 1813                            |  | Go-Momozono       | A la història del Japó, l'emperadriu Go-Sakuramachi va ser l'última de vuit dones a assumir el paper d'emperadriu regnant al Japó. Les set dones monarques que van regnar abans de Go-Sakuramachi eren Suiko, Kōgyoku (Saimei), Jitō, Genmei, Genshō, Kōken (Shōtoku) i Meishō. Va regnar del 15 de setembre de 1762 al 9 de gener de 1771 i va morir el 24 de desembre de 1813. |
|  | Kōkaku            | 1780              | 1817          | 1840                            |  | Ninkō             | Abans de l'inici del tercer mil·lenni, l'últim emperador que es va convertir en jōkō va ser Kōkaku el 1817. Més tard va crear un incident anomenat "incident de Songo" (l"incident del títol respectuós"). El jōkō va discutir amb el shogunat Tokugawa sobre la seva intenció de donar un títol d'emperador abdicat (Daijō-tennō) al seu pare, que era el príncep imperial Sukehito. Va morir l'11 de desembre de 1840. |
|  | Akihito           | 1989              | 2019          | -                               |  | Naruhito          | La llei especial que autoritza l'abdicació de l'emperador Akihito el 30 d'abril de 2019 preveu que el títol de Jōkō reviurà per a ell. Com que anteriorment no hi havia cap traducció oficial a l'anglès del títol de Jōkō, l'Agència de la Casa Imperial va decidir definir-lo com a "Emperador emèrit". |